# 蟻川五郎作

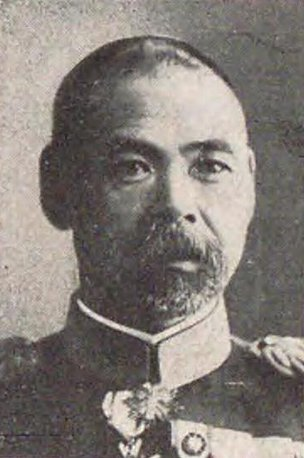
蟻川五郎作

蟻川 五郎作（ありかわ ごろさく、慶応2年11月18日（1866年12月24日） - 昭和21年（1946年）2月1日）は、日本の衆議院議員（憲政会→立憲民政党）、陸軍軍人。陸軍少将。

## 経歴
蟻川太郎右衛門の次男として信濃国下高井郡夜間瀬村（現在の長野県下高井郡山ノ内町）に生まれる。1902年（明治35年）6月、兄・民吉方より分家する。
22歳の時、上京し、湯本武比古の塾を経て、1891年（明治24年）7月、陸軍士官学校（2期）を卒業。歩兵第1連隊見習士官を経て、1892年（明治25年）3月、陸軍歩兵少尉に任官。日清戦争に従軍し功五級金鵄勲章を受章。ついで、1899年（明治32年）12月、陸軍大学校（13期）を卒業して、陸士配属となる。日露戦争時には第7師団参謀として出征し、旅順攻略戦に参加。その功より功三級金鵄勲章を叙勲される。1909年（明治42年）10月、陸軍大佐に昇進し、歩兵第50連隊長、近衛歩兵第3連隊長を歴任した。1913年（大正2年）5月、近衛師団参謀長に就任。1915年（大正4年）2月、陸軍少将に昇進し、歩兵第15旅団長、歩兵第8旅団長を歴任した。1918年（大正7年）7月、待命、1919年（大正8年）1月、予備役に編入された。
1924年（大正13年）、第15回衆議院議員総選挙に長野県第4区から出馬して当選、1期務めた。当選時点では無所属であったが、立候補の段階より憲政会からの出馬と報じられており、議会開会時には憲政会に所属している。その他、帝国飛行協会総務理事を務めた。
太平洋戦争が激しくなると東京牛込の自宅から角間温泉に疎開し、戦後は下高井郡中野町（現・中野市）に住んだ。

## 著作
- 『懐中周易便覧』[3]

## 栄典
- 1892年（明治25年）7月6日 - 正八位[11]
- 1895年（明治28年）2月28日 - 従七位[12]
- 1909年（明治42年）12月20日 - 従五位[13]
- 1915年（大正4年）1月30日 - 正五位[14]